# Bulletin of the Section of Logic
Bulletin of the Section of Logic – czasopismo naukowe wydawane przez Wydawnictwo Uniwersytetu Łódzkiego.

## O czasopiśmie
Bulletin of the Section of Logic (BSL) jest kwartalnikiem naukowym publikowanym we współpracy z Wydawnictwem Uniwersytetu Łódzkiego. Został on założony w 1972 przez Ryszarda Wójcickiego, szefa sekcji logiki Polskiej Akademii Nauk, jako biuletyn poświęcony wymianie wyników prac badawczych członków sekcji z ich współpracownikami i partnerami z innych ośrodków w Polsce i na świecie. Czasopismo stanowi forum służące rozpowszechnianiu wyników najnowszych i najbardziej znaczących badań w krótkiej i zwięzłej formie.
Bulletin of the Section of Logic zaprasza do współpracy autorów zajmujących się kalkulacjami logicznymi, ich metodologią, zastosowaniami i interpretacjami algebraicznymi. Wszystkie numery są recenzowane zgodnie z modelem double-blind review.

## Rada Redakcyjna
- Grzegorz Malinowski (redaktor naczelny), Katedra Logiki, Uniwersytet Łódzki, Łódź
- Agata Ciabattoni, Uniwersytet Techniczny w Wiedniu
- Janusz Czelakowski, Instytut Matematyki Uniwersytetu Opolskiego
- J. Michael Dunn, Uniwersytet Indiany
- Ramon Jansana, Uniwersytet Barceloński
- Norihiro Kamide, Uniwersytet Waseda
- Hiroakira Ono, Japan Advanced Institute of Science and Technology
- Jarosław Szramko, Kryworiźkyj nacionalnyj uniwersytet

## Bazy
- Scopus